# Järnvägssignaler i Sverige
På de flesta svenska järnvägar finns det ljussignaler som styr tågtrafiken. Signalerna talar om för föraren vad som gäller för framförandet av tåget på sträckan närmast efter signalen och i vissa fall även vad efterföljande signal visar. Detaljerade regler för vad signaler betyder finns i Trafikverkets trafikbestämmelser för järnväg  (före juni 2009 kallad säkerhetsordning och utgiven av Banverket). 
Det är signalställverket som styr över om tåg får köra och vad signalerna visar. Det övervakas och kontrolleras av tågklareraren. Genom att spårfordon kortsluter spårledningar kan signalställverket hålla reda på fordonens position på banan, och på så sätt förhindra att körsignal ges till ett spår som redan är upptaget av ett annat fordon. På enstaka banor är spårledningar ersatta med radiobaserad positionering som radioblock eller ERTMS nivå 3. Där tekniska system för positionering saknas används istället tåganmälan. Säkerheten bygger på att två tågklarerare tillsammans antecknar vilka fordon som befinner sig på en viss sträcka. Därigenom krävs det att bägge tågklarerarna gör fel för att en olycka ska kunna uppstå. 
Signalbesked överförs optiskt till föraren genom att tända ett antal olikfärgade sken i olika kombinationer i ljussignalerna. Systemet ATC används på de flesta banor för att även på elektronisk väg överföra signalinformation till en panel i förarhytten. Systemet presenterar största tillåtna hastighet vid varje tillfälle och förvarnar föraren om när det är dags att bromsa inför en hastighetsbegränsning eller stoppsignal. Om föraren inte agerar på systemets varningar så bromsar systemet tåget automatiskt. Systemet bromsar också om föraren överskrider den största tillåtna hastigheten genom att till exempel inte bromsa i en nedförsbacke. ATC är fortfarande det vanligast förekommande tågskyddssystemet i Sverige, men ERTMS nivå 2 används vid nybyggnation och ska successivt installeras på alla banor i Sverige.
För banor med ATC är ett fungerande ATC-system på fordonet ett krav för att få köra fortare än 80 km/h. Anledningen till hastighetsbegränsningen är att risken för olyckor anses vara för stor i högre hastigheter. ATC är inte ett redundant system till de optiska ljussignalerna, eftersom ATC-systemet som grundprincip läser av vilka lampor i signalen som lyser och meddelar motsvarande information till fordonet.
I ERTMS nivå 1 finns det ljussignaler liksom i dagens signalsystem. I ERTMS nivå 2 och 3 saknas dock ljussignaler och signalbesked överförs genom radio direkt till fordonet med GSM-R. 

## Historik
I järnvägens barndom användes tre olika signalfärger i Sverige. Rött betydde stopp, grönt betydde varsamhet och vitt betydde allt väl. Signalredskapen för tågklarerare och övrig järnvägspersonal var flaggor och signallyktor. Dessutom försågs stationerna tidigt med så kallade skivsignaler eller semaforer för att ge besked om tåg fick föras in på stationen eller inte. Dessa skivsignaler och semaforer var försedda med signallyktor så att tågpersonalen kunde uppfatta vad de visade även i mörker. Signalerna visade antingen rött eller grönt ljus (stopp eller varsamhet).

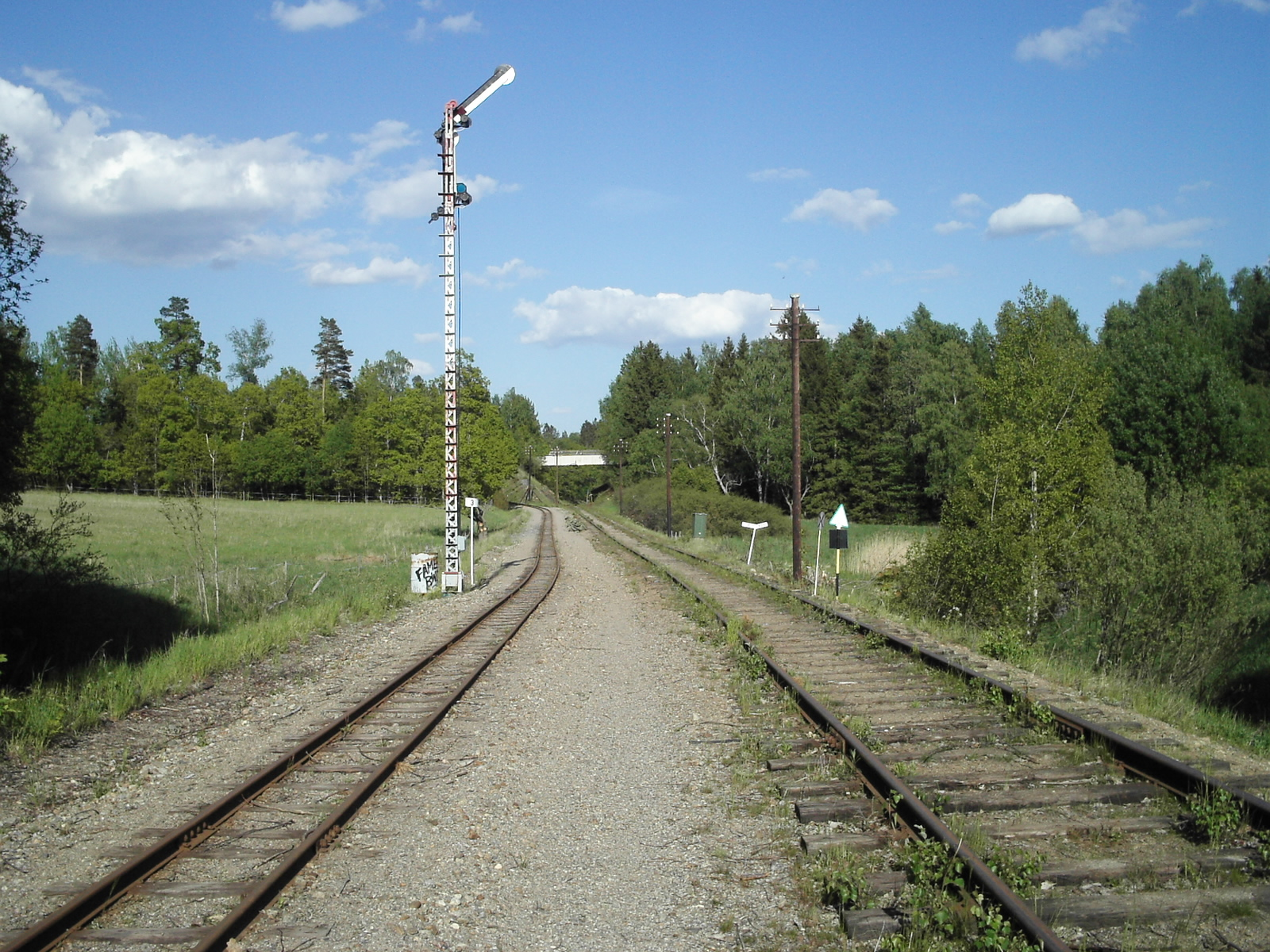
Infartssemafor vid Läggesta Nedre. Mariefreds museijärnväg – ÖSlJ.

Senare infördes ljussignaler som kunde fjärrstyras eller automatiskt ge rött genom att även spårledningar, vilka kunde indikera hinder, infördes. När hastigheterna ökades infördes även försignaler. Färgernas betydelse ändrades därmed och grönt ljus fick betydelsen kör. Den gamla användningen av färgerna levde dock kvar beträffande försignalerna där vitt ljus betyder att nästa signal visar kör (allt väl) medan grönt ljus betyder att nästa signal visar stopp (varsamhet krävs). 
En stor förbättring skedde när fjärrblockering infördes. Man införde då spårledningar överallt med huvudsignaler mellan varje blocksträcka. Produktiviteten ökade genom att flera tåg efter varandra tilläts.
Ljussignalernas betydelse minskades dock när ”Automatic Train Control”, (ATC), infördes under 1980-talet. ATC flyttade in signalerna till förarens instrumentpanel (hyttsignalering). ATC kunde dessutom automatiskt bromsa tåget om föraren inte reagerade på en hastighetsnedsättning eller en stoppsignal, vilket dramatiskt reducerade den mänskliga faktorn som orsak till olyckor. Systemet kunde dessutom ange vilken hastighet som helst och var inte begränsad till de fåtal som ett enkelt signalmönster tillät (0, 40 km/h eller Största tillåtna hastighet (STH)). Därmed kunde transporttiderna minskas för kunderna. 
I och med ERTMS så kommer de flesta optiska signalerna att försvinna likt semaforerna tidigare.

## Funktion
- Ljussignaler för järnvägen kan använda fem färger för att signalera olika meddelanden:
  - Rött för att markera stopp. Förekommer ej i kombination med andra färger.
  - Grönt för att markera att framförande är tillåtet. Olika kombinationer av gröna sken kan ges för att separera olika tillåtna hastigheter.
  - Vitt för att markera att max tillåten hastighet (STH) är tillåten därför att även sträckan efter nästa signal är helt fri.
  - Orange för att förvarna om en vägövergång visar stopp för vägtrafik eller ej.
  - Gult för att visa spåravsnitt med isolerad kontaktledning.
- Ljusskenet kan vara fast, blinkande eller släckt:
  - Fasta sken är reserverade för vad som gäller närmast efter signalen.
  - Blinkade sken är reserverade för vad som gäller efter nästa signal (försignal).
  - Släckt sken motsvarar ingen signal. Om en signal, som alltid ska ge något sken, är helt släckt ska den tolkas som en stoppsignal.
- Ljusskenen är placerade i olika mönster:
  - Ovanför varandra för starka signaler som ska synas på långt håll. Placeras högt och normalt till vänster om spåret (huvudsignaler och försignaler).
  - Både ovanför och bredvid varandra för signaler som används vid växlingar och som inte behöver synas så långt. Kallas dvärgsignaler och placeras lågt till vänster om spåret.
  - I en triangel (”dödskalle”) vid försignalering till vägövergångar.

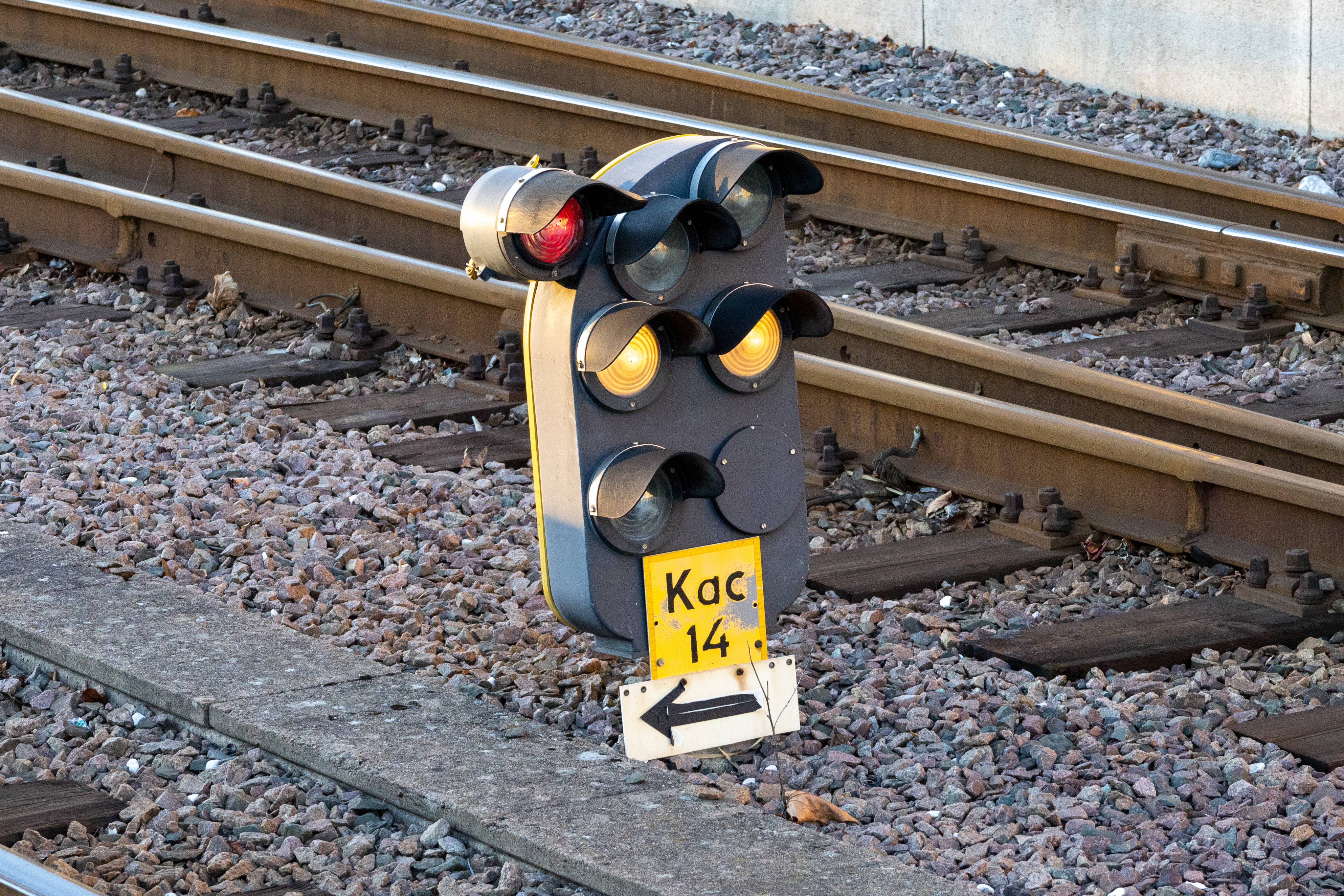
Huvuddvärgsignal vid Kalmar centralstation som visar stopp.

- Ljussignaler har olika benämningar efter sin funktion. De har olika omgivande skärmar som syns åtminstone dagtid.
  - Huvudsignal. Delas in i underkategorierna huvudljussignal och huvuddvärgsignal. En huvudsignal används för att ge tåg körtillstånd. En växlingsrörelse får i regel inte passera en huvudsignal som visar något grönt sken, men inte heller om huvudsignalen visar ett rött sken. Istället används vita sken i en huvuddvärgsignal eller en tillhörande medgivandedvärgsignal för att ge växlingsrörelsen tillstånd att passera signalen. En huvudsignal kan ha olika syften beroende på var längs banan den är placerad.
    - En infartssignal reglerar fordonsrörelser från linjen in till en driftplats. Den är placerad omedelbart före gränsen mellan linjen och driftplatsen.
    - En mellansignal reglerar fordonsrörelser inne på en driftplats. Endast mellansignaler tillåts vara av typen huvuddvärgsignal.
    - En utfartssignal eller utfartsblocksignal reglerar fordonsrörelser från en driftplats ut på linjen. Den är placerad strax innanför gränsen mellan driftplatsen och linjen. En utfartsblocksignal bekräftar att den efterföljande sträckan är tekniskt kontrollerad fri från hinder. Utfartssignaler används där utrustning för en sådan teknisk kontroll saknas. Det är istället regler som ska förhindra att signalen inte visar "kör" om inte tågklareraren har reserverat sträckan med manuella metoder.
    - En mellanblocksignal reglerar fordonsrörelser på en blocksträcka på en linje.

  - Försignal. Informerar endast om vad nästa huvudsignal visar för att ge föraren möjlighet att stanna i tid (endast blinkande sken). Placeras 800-1200 meter före kommande huvudsignal. En särskild variant är vägskyddsförsignaler som försignalerar om en bommar och varningsanordningar vid en plankorsning är aktiverade eller ej. På grund av signalens utseende så kallas den i dagligt tal för "dödskalle".
  - Dvärgsignal. Används för att reglera växlingsrörelser, t.ex. förflyttning av vagnar på en bangård. Beroende på om spåret är hinderfritt och växlarna ligger rätt så visar dvärgsignaler olika signalbesked. I jämförelse kan en huvudsignal bara visa körsignal om spåret är hinderfritt och växlarna ligger rätt. Försignalering av dvärgsignaler saknas, men eftersom en växlingsrörelse inte får köra fortare än att den kan stanna på hela eller halva siktsträckan, så behövs det inte.
- Ljussignalerna placeras normalt till vänster om spåret eftersom tågtrafik i Sverige traditionellt körs på det vänstra spåret. Om det förbättrar signalens siktsträcka eller om det uppstår problem vid vänsterplacering så kan signaler ibland vara placerade till höger om spåret. Vid flera spår i bredd så placeras signalen för spåret längst till höger, till höger om spåret. För att undvika att det uppstår osäkerhet för vilket spår en viss signal gäller för så brukar signaler som avviker från de normala placeringsreglerna vara försedda med en särskild pilskylt, som pekar på det spår som signalen gäller för.

## Teknik
Vanligen används glödlampor med hög livslängd och som tål blinkning. Sannolikt kommer de att ersättas av lysdioder som ger jämnare, pålitligare och lägre förbrukning. Linser används för att koncentrera ljuset mot tågföraren, oftast med Fresnel-linser. Signalerna styrs av säkerhetssystemet som alltid verifierar att hinder saknas och växlar ligger rätt (i kontroll) och är låsta (förregling) innan körsignal ges.

## Huvudljussignaler
| rött  | en grön | två gröna         | en grön och grön blink | en grön och vit blink | en grön och två gröna blinkar | tre gröna        |
| stopp | kör 80  | kör 40, varsamhet | kör 80, vänta stopp    | kör 80, vänta kör 80  | kör 80, vänta kör 40          | kör 40, kort väg |

En huvudljussignal består av två till fem ljusöppningar och kan visa sju olika signalbilder. I Sverige tillämpas så kallad hastighetssignalering. Det innebär att signalerna visar vilken hastighet som föraren får köra i. Signalerna visar inte uttryckligen till vilket spår tåget kommer till. Den motsatta principen kallas för vägsignalering. Där signaleras istället vilken väg genom växlarna ett tåg ska ta. Det är då upp till föraren att veta vilken hastighet som gäller genom växlarna. För att en förare ska kunna sakta ner till en hastighetsbegränsning i god tid så har ofta huvudljussignaler inbyggd försignalering, särskilt i områden där avstånden mellan signalerna är relativt korta. Om inbyggd försignalering saknas så föregås i regel nästa huvudsignal av en fristående försignal.
2009 infördes en ny terminologi "JTF" istället för säkerhetsordningen ("SÄO") som gällde innan. Härvid benämns signalbilden "en grön" som "kör 80", istället för endast "kör" enligt säkerhetsordningens terminologi. Begränsningen till 80 km/h gäller de fordon som inte har tågskyddssystem (ATC, ETCS) installerat eller då tågskyddssystemet blivit temporärt utslaget, t.ex. vid fel på banans baliser (balisfel). I annat fall gäller det besked om hastighet som visas i hyttsignaleringen (ATC-panel eller motsvarande). På banor utan ATC så gäller inte begränsningen till 80 km/h. Om hastigheten får vara högre än 80 km/h framgår istället av hastighetstavlor. 
Följande signalbesked kan visas:
- Stopp. Visas med ett rött sken. Signalen får inte passeras annat än efter skriftlig tillåtelse av tågklareraren och med reducerad fart. Vid t.ex. konstaterat fel på signalsystemet.
- Kör 80. Visas med ett grönt sken. Signalen får passeras med 80 km/h eller den hastighet tågskyddssystemet medger. Signalbilden "en grön" är vanligt förekommande i utfarts(block)signaler och mellanblocksignaler. Eftersom signalen inte ger någon försignalering så krävs det i regel att nästa huvudsignal signaleras av en fristående försignal. Den följande signalen kan dock försignaleras genom information till tågskyddssystemet.
- Kör 40, varsamhet. Visas med två fasta gröna sken. Signalen får passeras i högst 40 km/h (eller den hastighet som tågskyddssystemet medger). Nästa signal kan visa stopp.
- Kör 80, vänta stopp. Visas med ett fast grönt sken och ett blinkande grönt sken. Signalen får passeras utan restriktioner. Nästa huvudljussignal visar stopp.
- Kör 80, vänta kör 80. Visas med ett fast grönt sken och ett blinkande vitt sken. Signalen får passeras utan restriktioner. Nästa signal visar kör 80.
- Kör 80, vänta kör 40. Visas med ett fast grönt sken och två blinkande gröna sken. Signalen får passeras utan restriktioner. Nästa signal visar kör 40.
- Kör 40, kort väg. Visas med tre fasta gröna sken. Signalen får passeras i högst 40 km/h (eller den hastighet som tågskyddssystemet medger). Nästa signal visar stopp och kan stå på kort avstånd (kortare än 450 meter).

En signal som är släckt, eller visar en otydlig eller felaktig signalbild ska alltid behandlas som att den visar "stopp".

## Fristående försignaler
| grön blink  | vit blink    | två gröna blinkar |
| vänta stopp | vänta kör 80 | vänta kör 40      |

En fristående försignal ger ett förhandsbesked om vad nästa huvudljussignal visar. De används vanligen där avståndet mellan två huvudljussignaler är stort och då den tidigare signalen inte givit något förhandsbesked om nästa signal. Den fristående försignalen står då cirka en kilometer före signalen den försignalerar eller på annat avstånd som under normala förhållanden ska vara tillräckligt för att hinna stanna tåget vid stopp.
Signalbilden är densamma som för de förhandsbesked som ges i en huvudljussignal. En blinkande grön betyder att nästa signal visar stopp, en blinkande vit att nästa visar kör 80, och två blinkande gröna att nästa signal visar kör 40.

## Vägskyddssignaler
| vägskyddssignal (V-signal) | vägskyddssignal (V-signal) | vägskyddsförsignal (V-försignal)                             | vägskyddsförsignal (V-försignal)           |
| rött med V-skylt           | vitt med V-skylt           | tre blinkande gula                                           | tre gula                                   |
| stopp före plankorsningen  | passera                    | räkna med att nästa V-signal visar stopp före plankorsningen | räkna med att nästa V-signal visar passera |

Vägskyddssignaler (V-signaler) används vid vägkorsningar (plankorsningar) som har varningssignaler och/eller bommar som varnar/hindrar vägtrafiken att passera vägen. V-signalen består i regel av en enkel ljuslykta som kan visa rött eller vitt sken. Signalen är märkt med bokstaven V. När bommarna är uppe och signalerna släckta visar V-signalen rött sken, det vill säga stopp för tågen. När ett tåg närmar sig fälls bommarna och varningssignalerna aktiveras. Då övergår V-signalen att visa vitt sken, vilket betyder passera för tågen.
I många fall kompletteras V-signalen med en så kallad vägskyddsförsignal (V-försignal) som står på lite längre avstånd. V-försignalen visar det besked som V-signalen gör, fast på ett längre avstånd, vilket gör att föraren kan hinna stanna före vägkorsningen om den inte skulle varna trafikanterna. Till skillnad från en vanlig försignal så visar inte V-försignalen bara det besked som V-signalen visar, utan kontrollerar också om vägen varnar trafikanterna eller inte. Det gör att om V-signalen går sönder eller visar fel besked (röda glaset framför lyktan går inte upp då vägskyddsanläggningen varnar trafikanterna) så kan föraren lita på beskedet från V-försignalen och ignorera V-signalen.
En del plankorsningar har också system för att känna av fordon mellan bommarna. V-försignalen, som populärt även kallas "dödskalle", består av tre gula lyktor i en V-formation, och talar i förväg om vad nästa V-signal visar. När V-signalen visar stopp blinkar de tre ljusen. Annars lyser de med fast sken. Vid en särskild tavla (orienteringstavla för vägskyddsanläggning) som står på ännu längre avstånd från plankorsningen än V-försignalen ska föraren kontrollera att V-försignalens blinkande sken slår om till fast. Om skenen fortsätter att blinka så innebär det att det har uppstått något fel och föraren måste genast bromsa för att försöka stanna före plankorsningen. 

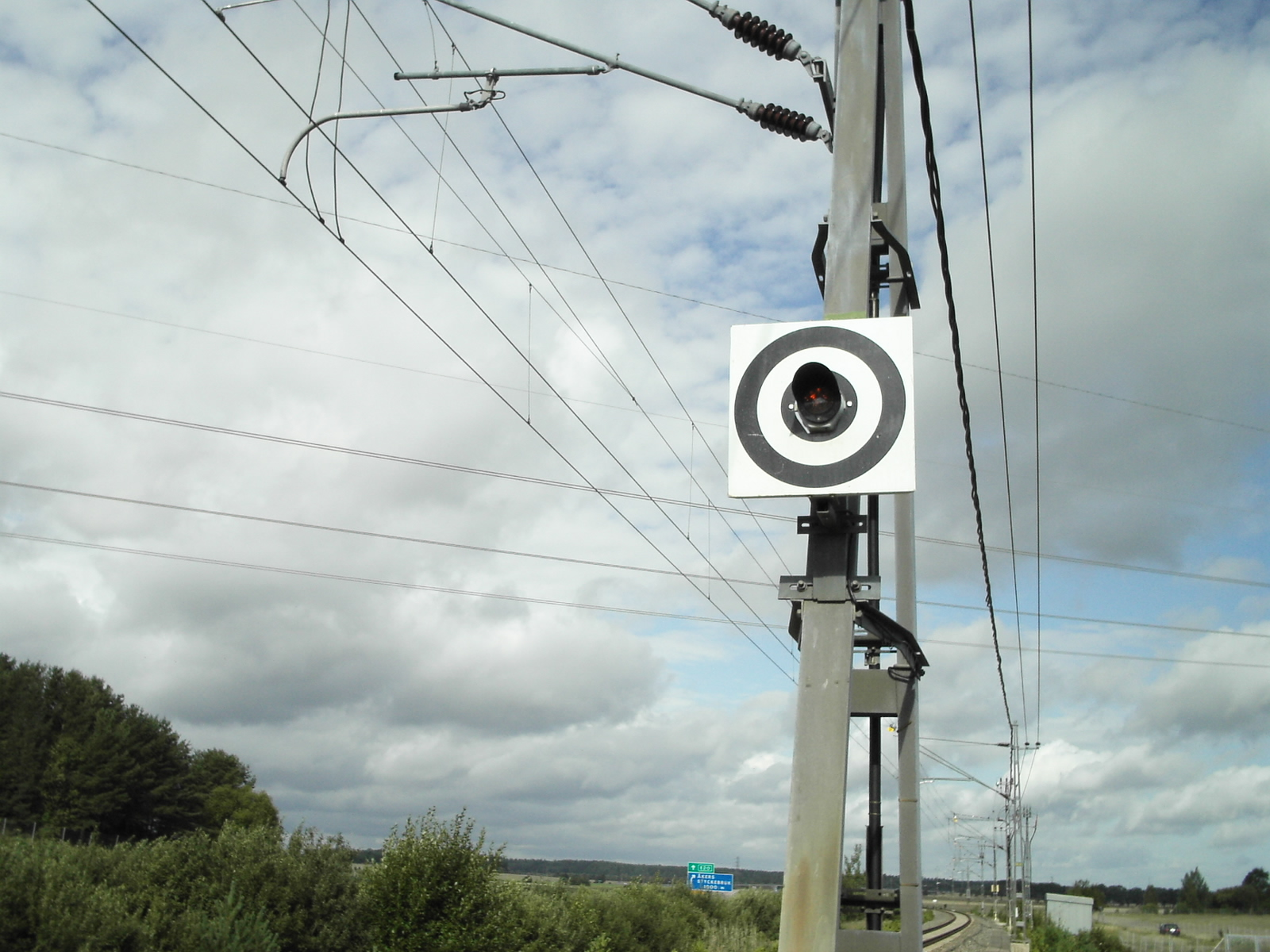
Nedkopplingstavla med signallampa. Om den orangefärgade lampan är släckt, så ska föraren slå av drivströmmen vid passage av vissa skyddssektioner. Läggesta.

## Andra signaler
Signaler finns dessutom för till exempel bromsprovning eller nedkoppling av drivströmmen. Dessa framgår av Banverkets säkerhetsföreskrifter JTF.

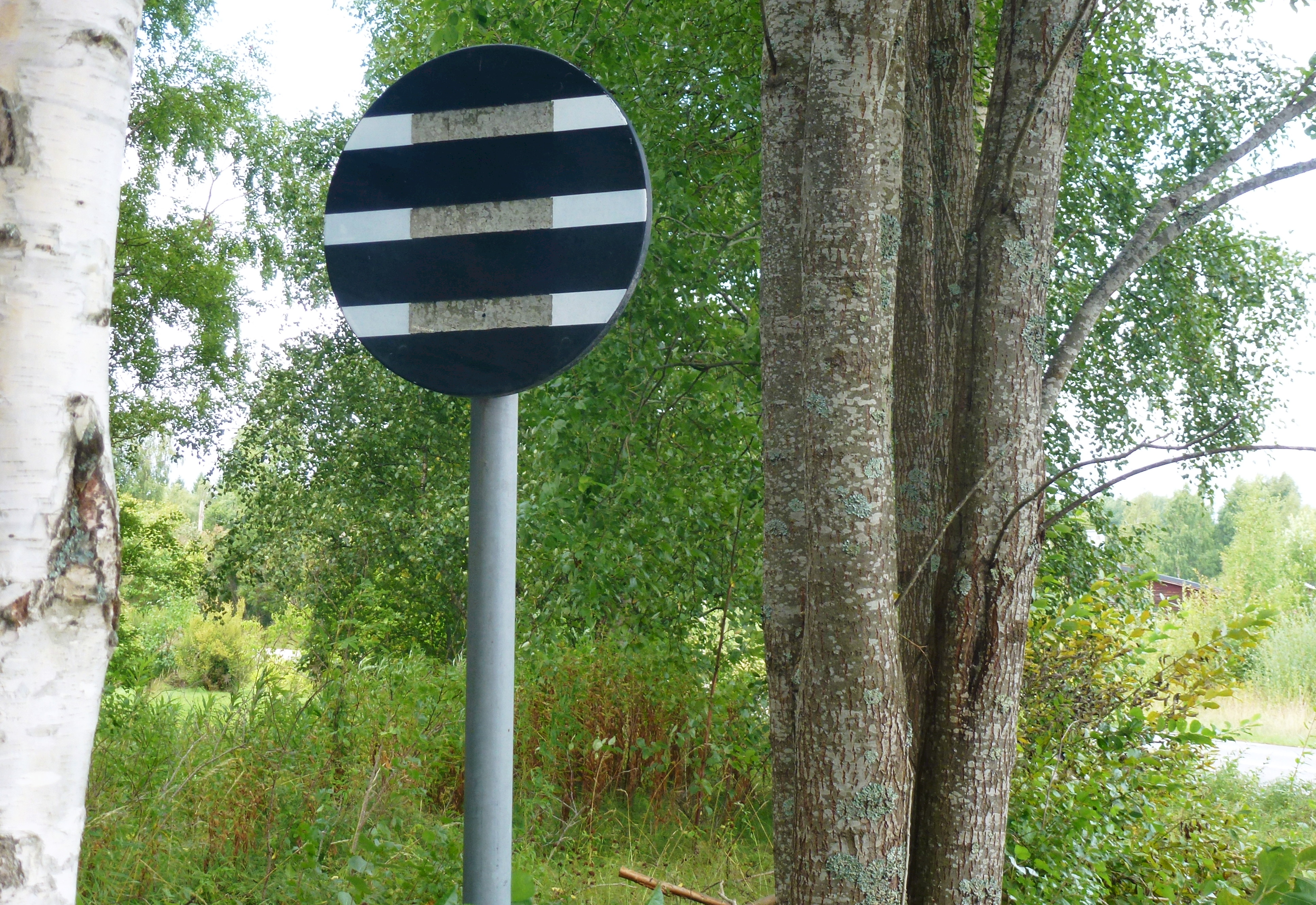
Ploglyfttavla, betyder att förare på plogfordon ska ta upp plogen p.g.a. hinder. Finns ofta vid t.ex. vägkorsningar. Kan även vara fyrkantig.

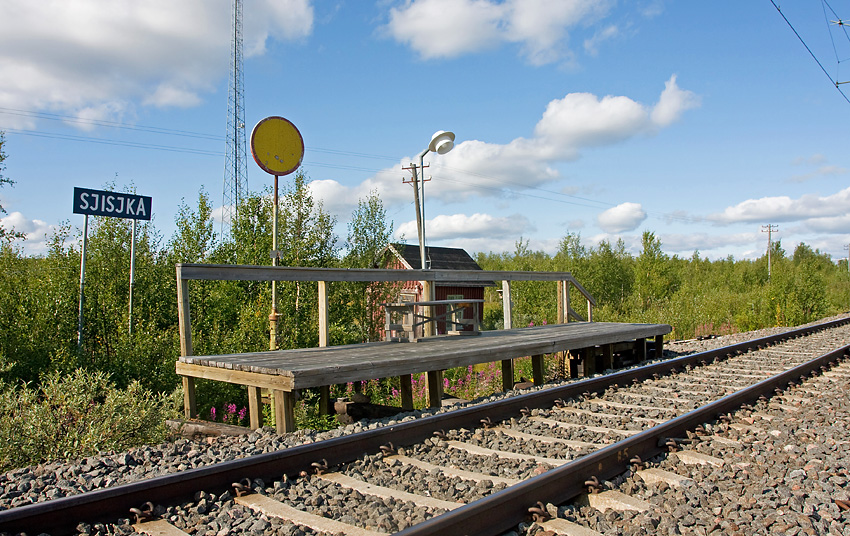
Plåtstins med gult i mitten omgivet av en röd ring vid hållplatsen i Sjisjka.

Det finns dessutom en större mängd tavlor, alltså plåtskyltar utan ljus. På en del hållplatser med få passagerare används till exempel en påstigningssignal eller plåtstins som av passageraren kan vändas så att tågföraren ser den och som då betyder att man ska stanna för att ta upp passagerare.

## ERTMS och tvåskensignalering
EU har beslutat införa ett helt nytt signalsystem över hela EU som ska ersätta de olika systemen där varje land mer eller mindre har var sitt. Det kallas ”European Rail Traffic Management System” (ERTMS), och är under införande av EU-länderna och även många länder utanför, t.ex. Kina. I Sverige togs det i drift första gången 2010 på Botniabanan, och planen är att vara klar till 2030. I detta system är ljussignalerna helt eller delvis ersatta av radiomeddelanden på förarplatsens panel (movement authority).
En funktionsnivå av ERTMS kallas ERTMS nivå 1, och innehåller ljussignaler vars utseende baseras på nationell standard. Dock kan bara ett fåtal olika signalmeddelanden visas, och listan över dem är standardiserad på europeisk nivå och avviker från svensk standard. Det finns bara följande signalbetydelser:
- "kör max 40 km/h" (i Sverige enkel grön),
- "kör max 40 km/h, nästa signal visar stopp" (i Sverige blinkande grön)
- "stopp" (i Sverige röd lampa).[8]

Information via hyttsignalering via ERTMS eller ATC gäller före dessa signaler och kan visa hastigheter långt över 40. Detta system finns eftersom det på stora stationer finns för många tåg för att ERTMS radiosändare ska klara all trafik, och därför används ljussignaler och baliser, särskilt för tåg som står stilla och ska avgå eftersom de troligen inte står vid en balis. I Sverige finns dessa signaler som kallas "tvåskensignalering" bara i Citytunneln i Malmö och i Citybanan i Stockholm eftersom de är nybyggda och ERTMS nivå 1 planeras där, även om vanlig ATC används där tills vidare. Deras existens markeras i Sverige av att det är en signalnamnskylt med blå bakgrund och färgerna har alltså lite andra betydelser än vanligt. Den största skillnaden i betydelse är att max hastighet är 40 om inte ERTMS eller ATC anger mer.
I ERTMS nivå 2 som är det vanliga utanför storstäder finns inga signaler, förutom att dvärgsignaler för växling kan finnas. Det finns signaltavlor som är blå med gul pil som pekar på det spår den avser. Signaltavlorna behandlas som virtuella signaler, där "signalens" besked endast syns i förarhytten. 

## Regelverk
Standardiserade regelverk finns för hur signalgivningen skall utföras. Tidigare, när staten hanterade alla delar inom järnvägsdriften i Sverige utgjorde Säkerhetsordningen det regelverk som gällde för signalgivningen.. För de museijärnvägar som idag bedriver museitrafik i Sverige finns MRO SÄO Transportstyrelsen har idag hand om godkännandet av säkerhetsföreskrifter för järnvägstrafiken .
En obehörig stoppsignalpassage (OSPA), det vill säga passage av röd signal utan medgivande, räknas som en allvarlig händelse. De delas in i tre kategorier.
- OSPA A, där signalen visade rött även innan förloppet, vilket kan bero på föraren, fel på tågets bromsar, halka med mera. Efter en OSPA A får föraren i regel inte köra mer tills en utredning slutförts. Ofta tillkallas en annan förare som får fortsätta köra tåget efter att en utredare samlat in information om händelsen. En förare som orsakat flera OSPA A förlorar permanent behörigheten.
- OSPA B, där signalen oavsiktligt satts till stopp på grund av tekniskt fel eller misstag av tågklareraren.
- OSPA C, där signalen avsiktligt satts till stopp, till exempel på grund av en tillkommen fara såsom en bil på en plankorsning eller personer i spårområdet.

Varje OSPA-kategori har i sin tur olika underkategorier för att ytterligare specificera varför händelsen uppstod. 
I syfte att undvika OSPA och hitta signaler med olämplig placering och liknande sammanställer Trafikverket listor över signaler med minst tre eller fyra kategori A de senaste tre åren. De allra flesta är dvärgsignaler. Några har 6 händelser.